# مو آتش‌دان
مو آتش‌دان یک ستاره است که در صورت فلکی آتشدان قرار دارد.